# Forte de São Pedro (Horta)
O Forte de São Pedro localizava-se no lugar da Ribeira, na freguesia da Praia do Almoxarife, concelho da Horta, na ilha do Faial, nos Açores.
Em posição dominante sobre o seu trecho do litoral, constituiu-se em uma fortificação destinada à defesa contra os ataques de piratas e corsários, outrora frequentes nesta região do oceano Atlântico.

## História
No contexto da Guerra da Sucessão Espanhola (1702-1714) encontra-se referido como "O Forte de S. Pedro na boca da Ribeira." na relação "Fortificações nos Açores existentes em 1710".
A estrutura não chegou até aos nossos dias.